# 서울 양천구의 향토문화재
서울 양천구의 향토문화재는 다음 각 호의 어느 하나에 해당하는 것을 말한다.
1. 「문화재보호법」 및 「서울특별시 문화재 보호 조례」에 따라 문화재로 지정되지 아니한 것으로 서울특별시 양천구(이하 “구”라 한다)의 역사·예술·학술상 가치가 있는 것과 이에 준하는 유·무형의 자료
2. 향토문화발전을 위해 보존할 가치가 있는 건조물, 서적, 고문서, 회화, 조각, 공예품, 민속자료, 명승지 등 유형의 문화적 소산
3. 향토문화, 토속, 풍속을 연구하는데 필요한 연극, 음악, 무용, 공예기술, 의식, 음식제조 등의 무형의 문화적 소산

## 참고 문헌
- 서울 양천구 홈페이지 - 고시/공고